# Siège de Nimègue (1672)
Pour les articles homonymes, voir Siège de Nimègue.
Guerre de Hollande
Batailles
- Groenlo (06-1672)
- Solebay (06-1672)
- Coevorden (06-1672)
- Nimègue(07-1672)
- Groningue (07-1672)
- Saint-Lothain (02-1673)
- Schooneveld (1re) (06-1673)
- Maastricht (06-1673)
- Schooneveld (2de) (06-1673)
- Texel (08-1673)
- Bonn (11-1673)
- Arcey (01-1674)
- Pesmes (02-1674)
- Gray (02-1674)
- Scey-sur-Saône (03-1674)
- Chariez (03-1674)
- Vesoul (03-1674)
- Arbois (03-1674)
- Orgelet (03-1674)
- Besançon (04-1674)
- Dole (05-1674)
- Sinsheim (06-1674)
- Salins (06-1674)
- Belle-Île (06-1674)
- Lure (07-1674)
- Faucogney (07-1674)
- Sainte-Anne (07-1674)
- Fort-Royal (07-1674)
- Seneffe (08-1674)
- Entzheim (10-1674)
- Mulhouse (12-1674)
- Turckheim (01-1675)
- Stromboli (02-1675)
- Fehrbellin (06-1675)
- Salzbach
- Consarbrück
- Alicudi
- Agosta
- Palerme
- Maastricht
- Philippsburg
- Valenciennes
- Cambrai
- Saint-Omer
- Tobago
- La Peene (Cassel)
- Ypres
- Rheinfelden (07-1678)
- Saint-Denis

Le siège de Nimègue se déroula du 3 juillet au 9 juillet 1672 pendant la guerre de Hollande. Il se solda par une victoire française avec la prise de la ville et la reddition de sa garnison.

## Déroulement
Nimègue est investi le 3 juillet par les troupes de Turenne. Les travaux d'approches sont rapides et les troupes françaises ouvrent la tranchée d'assaut dans la nuit du 4 au 5 juillet.
Le 9 juillet, devant le peu d'espoir de secours extérieurs, la garnison de la ville capitule. Elle est autorisée à sortir le 10 avec les honneurs.
La prise rapide de la place permet à Turenne de faire mouvement et de prendre le fort de Crève-Cœur, au nord de Bois-le-Duc.